# Glyptothèque extérieure de Psychiko
 (août 2015).
Pour les articles homonymes, voir Glyptothèque.
La Glyptothèque extérieure de Psychiko est située sur l’avenue Dimokratias à côté de l’église Agios-Dimitrios à Psychiko, dans la banlieue nord-est d’Athènes. Elle peut être visitée toute la journée.

## Historique
La Glyptothèque extérieure de Psychiko a été créée en 2010 quand la municipalité de Philothéi-Psychiko et la Fondation Georges-Zongolopoulos ont voulu faire honneur au grand sculpteur grec Georges Zongolopoulos (1903-2004) en donnant son nom à l’une des places centrales de la commune et en créant une glyptothèque fidèle à l’esprit de l’artiste qui pensait que son œuvre et l’art en général devraient être libres d’accès pour tous.
Zongolopoulos fut l’un des premiers habitants de Psychiko et avec son épouse, la peintre Eleni Paschalidou-Zongolopoulou (1909-1991), ils ont vécu presque soixante ans dans leur maison/atelier située près de la place en question.

## Œuvres de la glyptothèque
On retrouve à la glyptothèque six grandes sculptures de Zongolopoulos issues de différentes périodes spécifiques de la carrière de l’artiste. 
Bien que la région de l'Attique accueille des dizaines de sculptures de Zongolopoulos (Pentacycle place Omonia,  Ethrio place Syntagma, Pilier place Rizari, buste de Miaoulis au Champ de Mars/Pédio tou Aréos, Monument aux Morts à Nikaia, etc.) la glyptothèque est un espace où le visiteur peut admirer les œuvres de l’artiste.

## Visites guidées gratuites
Chaque premier dimanche du mois à midi, la fondation Zongolopoulos organise, en collaboration avec l’organisme de Solidarité Sociale, d’Athlétisme et de Culture de la municipalité de Psychiko, des visites guidées gratuites de la Glyptothèque extérieure de Psychiko. Par ailleurs, des programmes pédagogiques sont réalisés en collaboration avec les écoles.